# Universidade A&M do Texas

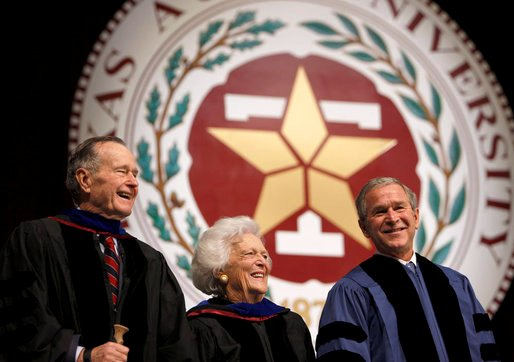
O então presidente George W. Bush sorri ao lado dos pais, o ex-presidente George H. W. Bush, esquerda, e a ex-primeira dama dos Estados Unidos Barbara Bush, durante seu discurso na cerimônia de formatura em Dezembro de 2008.

A Texas A&M University (muitas vezes referida como A&M ou TAMU) é uma universidade de pesquisa coeducacional pública localizada em College Station, Texas (EUA). 
É a instituição mais importante do Sistema Universitário Texas A&M, sendo a sétima maior universidade nos Estados Unidos. As matrículas na  A&M, para o outono de 2010, totalizaram mais de 49 mil alunos, em dez unidades acadêmicas. A designação da Texas A&M como uma instituição de terra, mar e espaço reflete uma ampla gama de pesquisa com projetos em andamento financiados por agências como a National Aeronautics and Space Administration (NASA), o National Institutes of Health, National Science Foundation, e o escritório de Pesquisa Naval. A universidade está situada  entre os top 20 institutos de pesquisa americanos, em termos de financiamento, e tem feito contribuições notáveis, nos campos da clonagem animal e da engenharia de petróleo.